# Roberto Lagalla
Roberto Lagalla (n. 16 aprilie 1955, Bari, Italia) este un politician italian.